# Freewayphobia No. 1

Freewayphobia No. 1 est un court métrage d'animation de Dingo produit par Walt Disney, sorti le 13 février 1965.

## Synopsis
Dingo montre par le contre-exemple la manière de conduire sur les autoroutes.

## Fiche technique
- Titre original : Freewayphobia No. 1
- Autres titres[2] :
  - Brésil : Fobia de Estrada
  - Sous titre[3] : Freewayphobia or the Art of Driving the Super Highway
- Série : Dingo
- Réalisateur : Les Clark
- Scénario : William R. Bosché
- Voix[2]: Pinto Colvig (Dingo), Paul Frees (narrateur)
- Directeur artistique : Kendall O'Connor
- Animateur[2],[3]:  Jack Boyd, Bob McCrea, Cliff Nordberg, Robert W. Youngquist
- Layout : Ray Aragon
- Décor[2] : Frank Armitage
- Effets d'animation : Dan MacManus
- Producteur : Walt Disney
- Producteur associé : Ken Peterson
- Distributeur : Buena Vista Distribution Company
- Date de sortie : 13 février 1965
- Format d'image : couleur (Technicolor)
- Son : Mono (RCA Photophone)
- Durée[3] : 15 min 38 s
- Musique[2]: George Bruns
- Langue : anglais
- Pays de production :  États-Unis

## Commentaires
Le film ne fait pas partie de la série des Dingo ni des Comment faire... Il a été produit pour éduquer les spectateurs et fait partie des films éducatifs produits par les studios de Disney.
Le film a fait l'objet d'une suite initialement nommée Freewayphobia No. 2 mais sorti sous le nom de Goofy's Freeway Troubles.